# Wiatrowiec (Sępopol)
Pour les articles homonymes, voir Wiatrowiec.
Wiatrowiec est un village polonais de la voïvodie de Varmie-Mazurie, dans le powiat de Bartoszyce.